# Век перевода (сайт)
Век перевода — интернет-проект, посвящённый русскому поэтическому переводу с конца XIX и до начала XXI века, подготовленный и размещенный в интернете Евгением Витковским на основании материалов, собранных с конца шестидесятых годов XX века и ранее частично составивших антологию «Строфы века — 2». Сайт, основанный в 2003 году, задуман как «справочник и одновременно антология». «Век перевода» — крупнейший русскоязычный интернет-проект, посвящённый зарубежной поэзии; к декабрю 2015 г. на сайте представлено более тысячи ста переводчиков. Появление сайта отмечено как важное событие в области современного русского художественного перевода. По материалам сайта с 2005 г. издавалась одноимённая печатная антология.
Последний раз сайт обновлялся в декабре 2019 года, Витковский скончался 3 февраля 2020 года; с 2022 года хостинг сайта прекратил работу. (Форум https://forum.vekperevoda.com/ продолжает действовать).

## Содержание сайта
Открывается сайт переводным творчеством Иннокентия Анненского, родившегося в 1855 (поэты старше него на сайте не размещаются), и доходит до наших дней. Во вступительных статьях к подборкам малоизвестных поэтов дается максимум биографической информации; в ряде случаев материалы размещаются впервые по архивным источникам. Подборки поэтов-переводчиков располагаются согласно последовательности установленного года рождения, внутри одного года — по русскому алфавиту. Свободное размещение материала в основной части сайта не предусмотрено, но при сайте работает форум, посвященный истории и практике поэтического перевода, тесно связанный как с сайтом, так и с издательством Водолей. Форум и сайт работают почти исключительно с авторской поэзией, анонимные произведения представлены немногими образцами, притом произведения размещаются целиком, лишь изредка — фрагментами. Эпосы на сайте не представлены, за исключением отдельных фрагментов.
Среди публикаций сайта, имеющих особое значение, — первый полный русский перевод «Пьяного Корабля» Артюра Рембо (Сергей Бобров, 1910, по автографу, хранящемуся в РГАЛИ), переводы Константина Бальмонта из Хосе де Эспронседы, сонеты Микеланджело в переводе Вячеслава Иванова, роман в стихах «Энох Арден» Альфреда Теннисона в переводе Густава Шпета и многое другое, ранее неизвестное и почти забытое. Представлены русские поэтические переводы с кечуа и валлийского, ретороманского и кашубского, мальтийского и астурийского, гэльского и суринамского, многих других почти неизвестных в России языков.
Сайт также представляет собою справочник в области авторского права (обычно по запросу сообщается дата перехода материалов в общественное достояние).

## Задачи и порядок работы
Одна из задач сайта — исправление десятилетиями кочующих по отечественным изданиям ошибок (например, стихотворение Луи Буйе, переведённое Фёдором Сологубом, многократно приписывалось Мопассану; перевод Георгия Чулкова из Верхарна подписывался именем Бориса Пастернака; переводы И. Поступальского из Горация подписывались именем Осипа Румера и т. д.). С другой стороны, сайт видит свою задачу в исправлении цензурных искажений советского времени, когда переводы репрессированных, эмигрировавших или находящихся в опале переводчиков либо вообще лишались подписи, либо заменялись «удобными именами» (как было в случае с переводами Юлия Даниэля из Гийома Аполлинера и Даниэла Варужана, подписанными именем Булата Окуджавы; в том же положении оказался в 1980-е годы и составитель сайта, Е. Витковский, вынужденный подписывать свои работы именем жены, поэта Надежды Мальцевой, и др.).
Сайт ведёт работу по выявлению фиктивных переводов советского времени, за которыми либо вообще не стояло никакого оригинала (таковы «переводы» Аркадия Штейнберга из черногорского поэта Радуле Стийенского, Александра Бродского из вымышленного «штурмана Лионеля Крейна», Владимира Лифшица из вымышленного поэта Джемса Клиффорда, наконец, предвоенные «переводы» Мирона Левина, приписанные шотландскому поэту Джону Дэвидсону), либо оригинал являлся малозначительным художественным произведением; также выявляются случаи «джамбулизации» — от имени казахского акына Джамбула, значительная часть произведений которого написана переводчиками (прежде всего Марком Тарловским) по-русски и лишь потом переведена на «язык оригинала» (таков цикл «Индийская баллада», написанный Аделиной Адалис по-русски, но по распоряжению свыше выданный за перевод из классика советско-таджикской литературы Мирзо Турсун-Заде).
Форумом сайта руководит Парламент из девяти человек, большинство решений принимается на коллегиальном уровне. В парламент сайта входят Валерий Вотрин, Ольга Кольцова, Вадим Молодый, Ирина Полякова-Севостьянова, Владислав Резвый, Артем Серебренников, Антон Чёрный, Сергей Шоргин и др. Форум представляет собой, помимо прочего, своеобразный семинар по переводческому искусству и является «важным примером для понимания современной переводческой среды и возможных направлений её развития». На форуме сайта ведется научная работа; выявлены даты первых русских переводов поэзии Иоанна Скота Эриугены (Сергей Аверинцев), Эсташа Дешана (Сергей Пинус), Франсуа Вийона (Н. Бахтин-Нович), Фридриха Гёльдерлина (Николай Иванович Позняков), Джона Китса (тот же Н. Бахтин-Нович), Редьярда Киплинга (Ольга Чюмина), Леона Дьеркса (Евгений Деген), Поля Валери (И. Тхоржевский), Анри Барбюса (Сергей Мамонтов), Готфрида Бенна (С. Тартаковер и Д. Выгодский), Давида ап Гвилима (Н. Сухачев), стихов императора Японии Муцухито (Венедикт Март), десятков писателей, оказавших влияние на мировую литературу.